# Eltziego
Eltziego (en castellà i oficial Elciego) és un municipi d'Àlaba, de la Quadrilla de Laguardia-Rioja Alabesa.

## Topònim
El catedràtic de gramàtica històrica de l'espanyol Ricardo Ciérbide va publicar un article sobre el topònim Eltziego explicant les diverses hipòtesis existents sobre la seva possible etimologia. Existeix una etimologia popular, bastant estesa, que fer derivar el nom del poble d'una suposada Venta del Ciego, que va existir en el lloc. Segons la llegenda el primitiu nucli de població es trobava on actualment està l'ermita de San Vicente. En aquell lloc existia una venda que va donar lloc al nom del poble. Aquesta etimologia apareix esmentada en el Diccionari Històric Geogràfic del País Basc de Pascual Madoz, publicat en 1802.
| « | Es diu també que cert veí cec va fer en els referits termes [al·ludeix a la Ribera, lloc on va poder estar el casc primitiu d'Eltziego] una venda anomenada del Cec, per a comoditat dels transeünts, de la qual versemblantment va prendre el seu nom aquesta vila. | » |

No obstant això, Ciérbide no considera aquesta versió versemblant i la descarta per dues raons: 
- Eltziego apareix documentat per primera vegada en una data molt primerenca (1067) i sota el nom El Cieko.
- Existeixen en les proximitats altres dues localitats com Lanciego o Samaniego, que presenten la mateixa terminació -iego i que induïxen a pensar en l'existència del mateix patró en els tres topònims.

Segons Ciérbide la hipòtesi més plausible és pensar que el topònim està format per una arrel unida al sufix -iego, que és segons l'autor una evolució romanç del sufix llatí -eco. Aquest sufix tindria el mateix valor que -edo, indicant lloc de. Sobre l'arrel que s'adaptaria a la formació d'un nom com Elciego segons Ciérbide aquesta seria elicina, paraula que significa alzina i que és una evolució del llatí vulgar elice. L'evolució hauria estat alguna cosa així elicinaeco→el(i)ci(n)ieco→elcieco→elciego. Segons aquesta hipòtesi que defensa Ciérbide, Elciego significaria etimològicament l'alzinall.
Una altra hipòtesi que Ciérbide considera plausible, però no probable, és la de derivar el nom de l'ibèric ilici, al costat del sufix -iego. Aquest terme apareix en l'arrel del topònim Elx. Finalment Ciérbide descarta que el topònim Eltziego pogués tenir origen en la paraula basca elke (camp conreat), com ha solgut apuntar-se per alguns autors. Ciérbide descarta aquesta hipòtesi per raons lingüístiques (considera impossible obtenir Eltziego a partir d'una evolució de la paraula elke) i històriques; al seu judici en la toponímia de la Rioja Alabesa té molt poca influència l'euskera, ja que es tracta d'una comarca que en l'antiguitat tenia substat ètnic cèltic (berons), fou profundament romanitzada i posteriorment a l'edat mitjana, encara que va rebre població alabesa i navarresa que era bascòfona, va quedar molt romanitzada.
Atès que es va deixar de parlar euskera en la comarca fa molts segles, no existia un nom tradicional per al poble en aquest idioma. Després d'estudiar el tema l'Euskaltzaindia va considerar que el nom correcte en aquest idioma era Eltziego, que és una adaptació d'Elciego a la pronunciació i grafia de l'euskera (que no posseïx un so com la c en castellà). L'actual corporació municipal no obstant això ha optat per utilitzar el nom Zieko, que es basa en El Cieko, nom antic amb el qual apareix transcrit el nom del poble en 1067 i considerant que el primer element és un article. Actualment aquesta forma és la qual s'utilitza com denominació cooficial per l'ajuntament. En 2006 es va tractar d'oficialitzar la denominació Elciego/Zieko, però el Govern Basc i la Diputació Foral d'Àlaba van desestimar aquesta oficialització en considerar que no s'ajustava a les normes lingüístiques.

## Història
El primer testimoniatge escrit sobre Elciego es troba l'any 1067, en el Cartulari de San Millán de la Cogolla. Es tracta d'un document en forma d'acta de testament d'Aznar Díaz de Zieko, redactat en llatí de l'època amb un esperit profundament cristià. No es pot parlar de la història de Eltziego sense tenir en compte el Fur de Laguardia. El Fur està datat el 25 de maig de 1164 i va ser atorgat per Sanç VI el Savi. El llogaret Elciego, igual que tants altres, es va veure beneficiat. Els seus habitants van rebre privilegis per pertànyer a aquesta franja conflictiva limítrofa, sovint assotada per les constants lluites entre el Regne de Navarra i el Regne de Castella. El Fur concedia facilitats per a tots els pobladors d'aquestes zones limítrofes, la població augmentava i la defensa d'aquestes terres estava assegurada.
Durant els segles xiv i xv la població d'Eltziego va en augment. En 1366, segons la fitació de Navarra, comptava amb quinze fogars (llars), i a més un Clergue i sis fixos-dalgo. A pesar de la tremenda pesta de l'any 1564 que va assolar diversos llogarets fins a desaparèixer alguna d'elles, Eltziego es va sobreposar. Conforme a la relació donada pel Corregidor de Laguardia, en 1571 Eltziego contava ja amb 150 fogars. '
Els habitants d'Eltziego van nomenar una comissió que els representés davant el rei a Madrid. Juan Sánchez Navarro de Ubago i Gregorio Velázquez foren els triats. Es comença el 16 de març de 1583 i es conclou el 12 de Novembre. La celeritat del procés és deguda a l'enteniment per ambdues parts i a la necessitat del rei d'obtenir diners per a les seves contínues guerres. El rei envia un emissari a Eltziego per a realitzar el cens. Cadascun dels 275 veïns haurà de pagar 11.250 maravedins, el que va fer un total de 3.093.750 maravedins. Complerts els terminis i després de diversos avatars, el 12 de novembre de 1583, Felip II d'Espanya concedeix a Eltziego la Carta de Privilegi. En ella se separa de la vila de Laguardia i la constituïx en "vila de per si i sobre si", dotant-la de jurisdicció pròpia i de tots trets i instruments propis de la justícia: "picota, forca, ganivet i cep".
Durant el segle xviii es realitzen les principals obres del poble: (Plaça Major, Ajuntament, amb el seu escut propi, regal del rei Felipe II, l'ermita de la Verge de la Plaça, etc. El desenvolupament econòmic va unit al desenvolupament artístic. El tema vinícola cobra gran auge i es construeixen les cases senyorials. El segle xix suposa un fiançament econòmic amb visió de futur. Eltziego és el major productor de vi de la zona i la seva principal preocupació, igual que en tota la zona, era la d'instal·lar una producció vinícola de tipus industrial La Real Bascongada d'Amics del País va propiciar les millores tecnològiques que van donar lloc al naixement del va venir Rioja. Camilo Hurtado de Amézaga, Marquès de Riscal, va ser pioner a rendibilitzar els projectes d'aquesta societat i va posar les bases per a una veritable industrialització vitivinícola al més pur estil bordelès.
Des del punt de vista social, la població es dividia en dues grans estaments: els hidalgos (lliures de càrregues i impostos, amb dret a propietat de terres) i els pertanyents al poble pla. Molta gent s'instal·la en Eltziego acreditant la seva condició de noble mitjançant la seva carta executòria, acollint-se als avantatges de tal condició i a la prosperitat de la vila. En 1864, Eltziego comptava amb 345 veïns segons el Nomenclàtor Foral. Durant la primera cambra de segle xx, el sector econòmic sofreix una important crisi. Es produïxen tres fenòmens puntuals des del punt de vista social: D'una banda, la divisió de la població en dues classes diferenciades va desapareixent a poc a poc. D'altra banda, els petits agricultors van adquirint terres i hisendes de terratinents. Ja, finalment, en la vida social, i en vespres de la Guerra Civil, es nota una certa politització.